# Råå IF

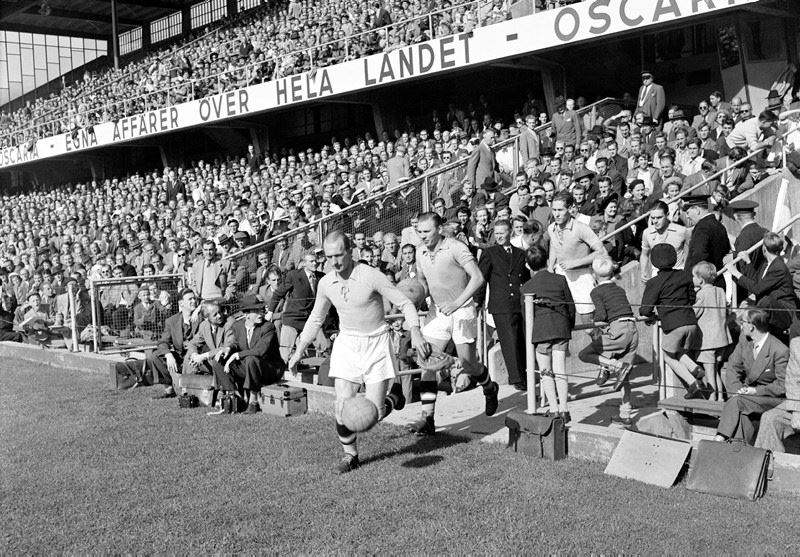
Råå-spelarna äntrar Råsunda fotbollsstadion mot AIK 19 september 1950 inför 23 300 åskådare. Råå vann matchen med 2-1.

Råå IF är en fotbollsklubb i Helsingborg grundad i det skånska fiskeläget Råå den 25 mars 1921. Klubben debuterade i Allsvenskan den 30 juli 1950 genom att besegra Djurgårdens IF med 2–0 på Stockholms Stadion inför 19 235 åskådare. Samma säsong 1950/51 erövrade klubben sensationellt den stora silvermedaljen. 2022 har Råå IF sina herr- respektive damlag i division 4 respektive division 3.
Den ursprungliga spelardräkten var ljusblå tröja med vit krage och marinblå byxor. 

## Historik
Klubben bildades i en källarlokal på Tågaborg i Helsingborg och bar under sin ungdom namnet Enighet. I och med inträdet i Riksidrottsförbundet 1925 ändrades dock namnet till Råå IF. År 1928 anlade föreningen en egen fotbollsplan, Råå Idrottsplats, som fortfarande står kvar och utnyttjas av klubben. 
Råå IF hade sin storhetstid under 1940- och 50-talen. År 1948 vann man Svenska cupen genom att i finalmatchen besegra BK Kenty med 6–0 , och 1950 tog man steget upp i Allsvenskan efter vinst mot Örgryte IS. Redan första säsongen vann klubben stora silvret, och drog genomgående stor publik; till exempel var det 23 604 åskådare mot Malmö FF på Olympia - en arena som i fiskesamhället dock inte ansågs som riktig hemmaplan, eftersom den ligger i Helsingborg. Efter den påföljande säsongen 1951/52 blev klubben nedflyttad i division II och har sedan dess aldrig spelat i den högsta serien. 
Under storhetstiden leddes Råå av Albin Dahl och den ungerske demontränaren Kalman Konrad, vilken före andra världskriget bl.a. varit manager för europeiska storlag som Bayern München, FC Zürich och Slavia Prag, men under krigets oroligheter sökt sin tillflykt i Sverige.
Dahl hade tidigare varit en tränarikon i Helsingør i danska högstaligan  och fört Di Röe till allsvenska mästare . 
Efter att stabilt ha legat i division 2 och 3 under 1960- och 1970-talen visade sig 1980- och 1990-talen innehålla stora variationer i sportsliga prestationer. Botten nåddes då föreningen under säsongen 1996 spelade i division 7. Säsongen 2009 spelar föreningen i division 4 Skåne västra. Säsongerna 2012 t.o.m. 2014 spelade föreningen i division 3, 2015 i Division 4 Skåne västra.
2012 spelade HIF-legendaren Henrik Larsson i Råås ljusblå tröja.

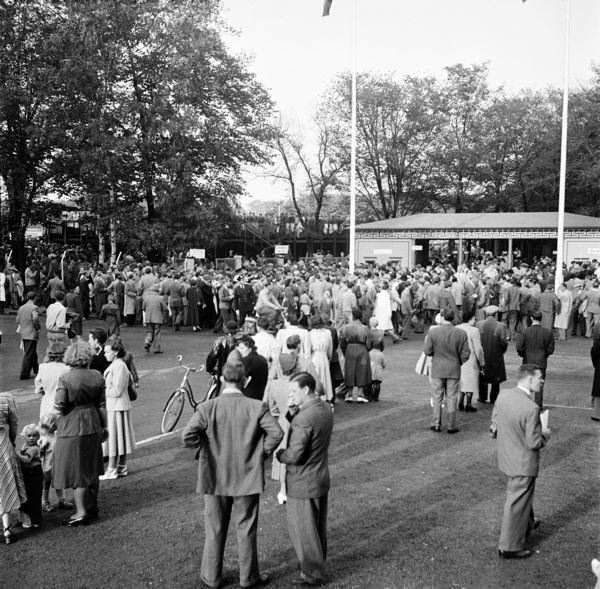
Råå - HIF allsvenskt toppderby på ett fullsatt Olympia 1950.

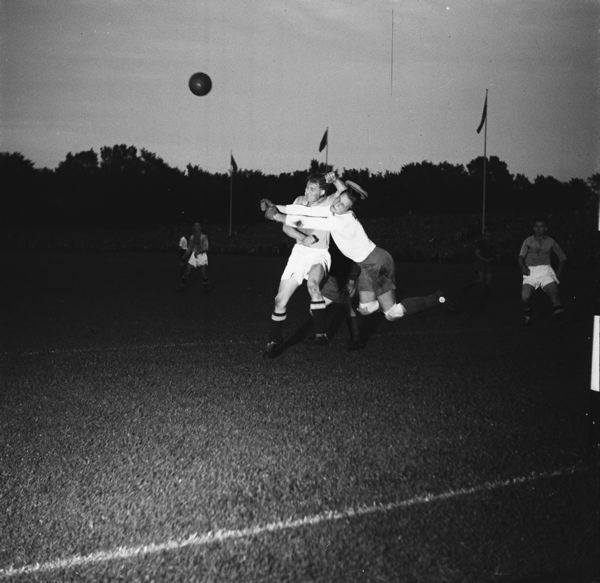
Allsvenskt helsingborgsderby Råå - HIF 1950. Kalle Svensson boxar bollen framför anfallande Rååspelare.

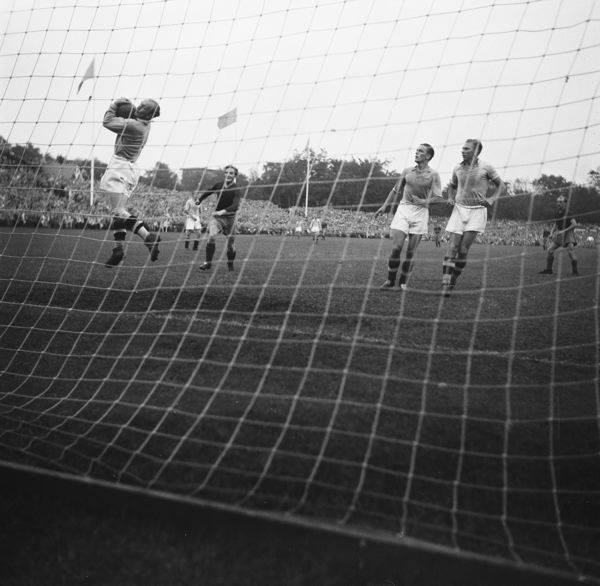
Toppderbyt Råå - HIF 1950. Råå-keepern Nina Malmqvist greppar bollen framför HIF:s Åke Jönsson. Råås Åke Olsson och Dammis Karlsson avvaktar till höger. HIF:s Sven "Flua" Persson längst till höger.

## Ledare
- Stefan Ramsten - Tränare
- Samuel Aziz - Spelande assisterande Tränare

### Övriga tränare
- Mirza Selimovic - Målvaktstränare

### Övrig personal
- Hampus Freij – Sportchef
- Johan Kronberg — Materialförvaltare